# Altamira, Huixtla
Altamira är en ort i Mexiko.   Den ligger i kommunen Huixtla och delstaten Chiapas, i den sydöstra delen av landet, 900 km sydost om huvudstaden Mexico City. Altamira ligger 7 meter över havet och antalet invånare är 278.
Terrängen runt Altamira är mycket platt. Runt Altamira är det ganska tätbefolkat, med 134 invånare per kvadratkilometer. Närmaste större samhälle är Huixtla, 15,9 km nordost om Altamira. Omgivningarna runt Altamira är en mosaik av jordbruksmark och naturlig växtlighet.